# Sojus TM-21
Sojus TM-21 ist die Missionsbezeichnung für den Flug eines russischen Sojus-Raumschiffs zur russischen Raumstation Mir. Es war der 21. Besuch eines Sojus-Raumschiffs bei der Raumstation Mir und der 97. Flug im russischen Sojusprogramm. 

## Besatzung

### Startbesatzung
- Wladimir Nikolajewitsch Deschurow (1. Raumflug), Kommandant
- Gennadi Michailowitsch Strekalow (5. Raumflug), Bordingenieur
- Norman Earl Thagard (5. Raumflug), Wissenschaftsastronaut ( NASA/ Vereinigte Staaten)

Mit diesem Flug erreichte Strekalow als zweiter Kosmonaut nach Wladimir Dschanibekow die sowjetisch/russische Rekordmarke von fünf Raumflügen. Außerdem war dies der erste Flug eines NASA-Astronauten an Bord eines Sojus-Raumschiffs.

### Ersatzmannschaft
- Anatoli Jakowlewitsch Solowjow, Kommandant
- Nikolai Michailowitsch Budarin, Bordingenieur
- Bonnie Jeanne Dunbar, Wissenschaftsastronautin ( NASA/ Vereinigte Staaten)

### Rückkehrmannschaft
- Anatoli Jakowlewitsch Solowjow (4. Raumflug), Kommandant
- Nikolai Michailowitsch Budarin (1. Raumflug), Bordingenieur

## Missionsüberblick
Nach dem Start in Baikonur, der Ankopplung an die Raumstation Mir und der Übergabe der Station von der 17. Stammbesatzung bildeten die drei Kosmonauten die 18. Mir-Stammbesatzung, wobei Thagard gleichzeitig der erste Amerikaner an Bord der Mir war. Während der Mission wurden einige Außenbordeinsätze von Deschurow und Strekalow durchgeführt. So am 12. Mai (6h 14min), 17. Mai (6h 41min), 22. Mai (5h 14min), 28. Mai (0h 21min) und 1. Juni 1995 (0h 22min) zur Durchführung von Umbauarbeiten an der Raumstation (Installation von Solarzellen und Positionsveränderung des Kristall-Moduls an den Kopplungsstutzen), wobei es einige technische Probleme gab. Während der Mission erfolgte auch die Ankunft und Ankopplung des Spektr-Moduls. Weiterhin wurden während der Mission einige medizinische Forschungen durchgeführt. Alle drei Kosmonauten kehrten mit dem während der Mission angedockten Space Shuttle STS-71 zur Erde zurück.